# Osservatorio astronomico Sphinx
L’osservatorio Sphinx  è un osservatorio astronomico della Svizzera, nonché il più alto d'Europa. Posto a strapiombo su una vetta adiacente al passo dello Jungfraujoch, è situato ad un'altitudine di 3.571 metri d'altezza, è il più alto d'Europa ed è anche incluso tra gli osservatori più alti del mondo.

## Struttura
La struttura, soprannominata Top of Europe, è raggiungibile mediante un sistema di ascensori scavati nella roccia che partono dalla sottostante stazione ferroviaria di Jungfraujoch, capolinea della ferrovia della Jungfrau. L'edificio ospita l'osservatorio astronomico, una stazione meteorologica, e un punto di osservazione panoramico da cui si può godere di una spettacolare vista sulle vette circostanti dello Jungfrau, del Mönch, dell'Eiger, e sul ghiacciaio dell'Aletsch, considerato il più lungo d'Europa.

## Storia

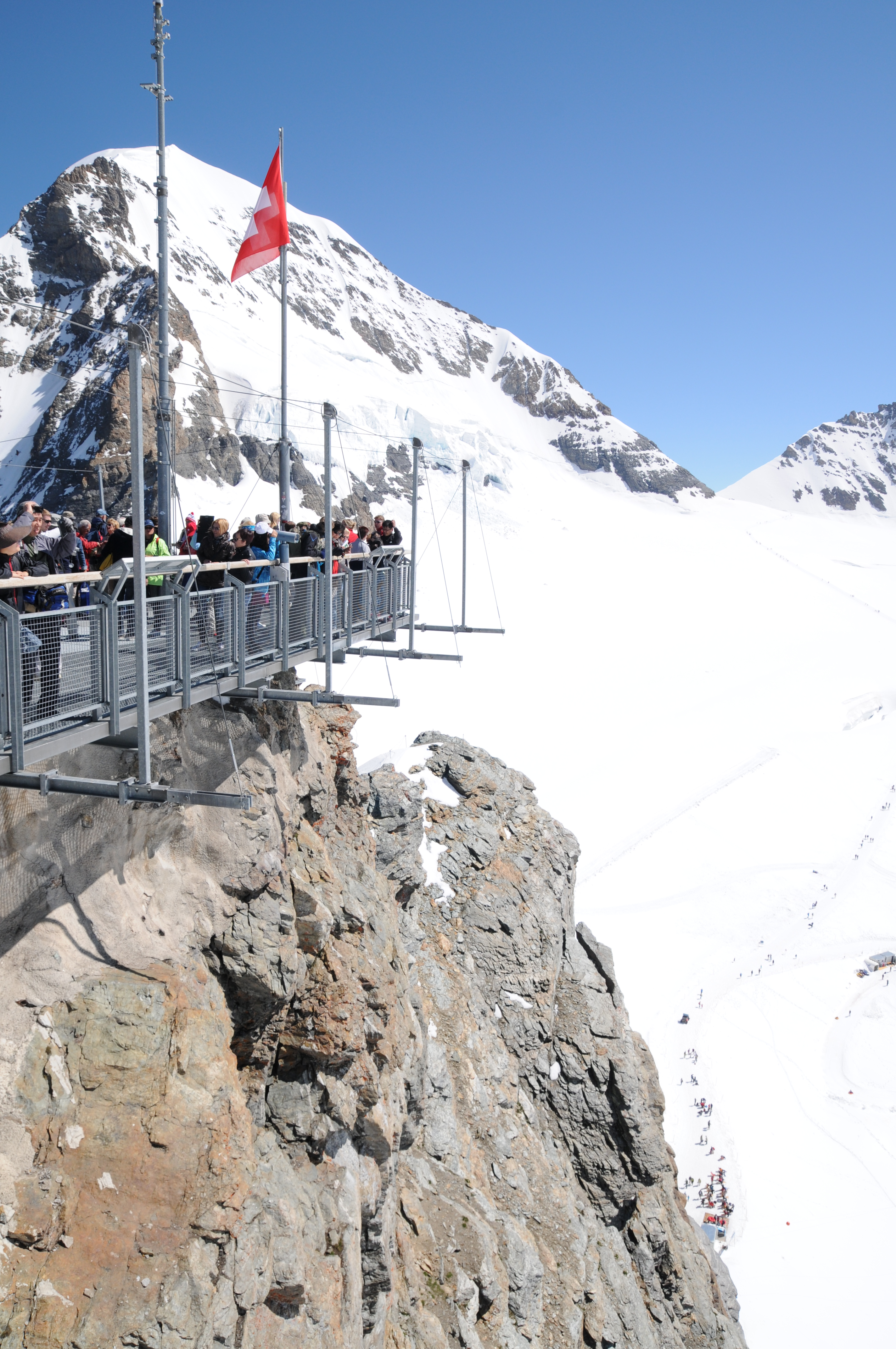
Una delle terrazze esterne

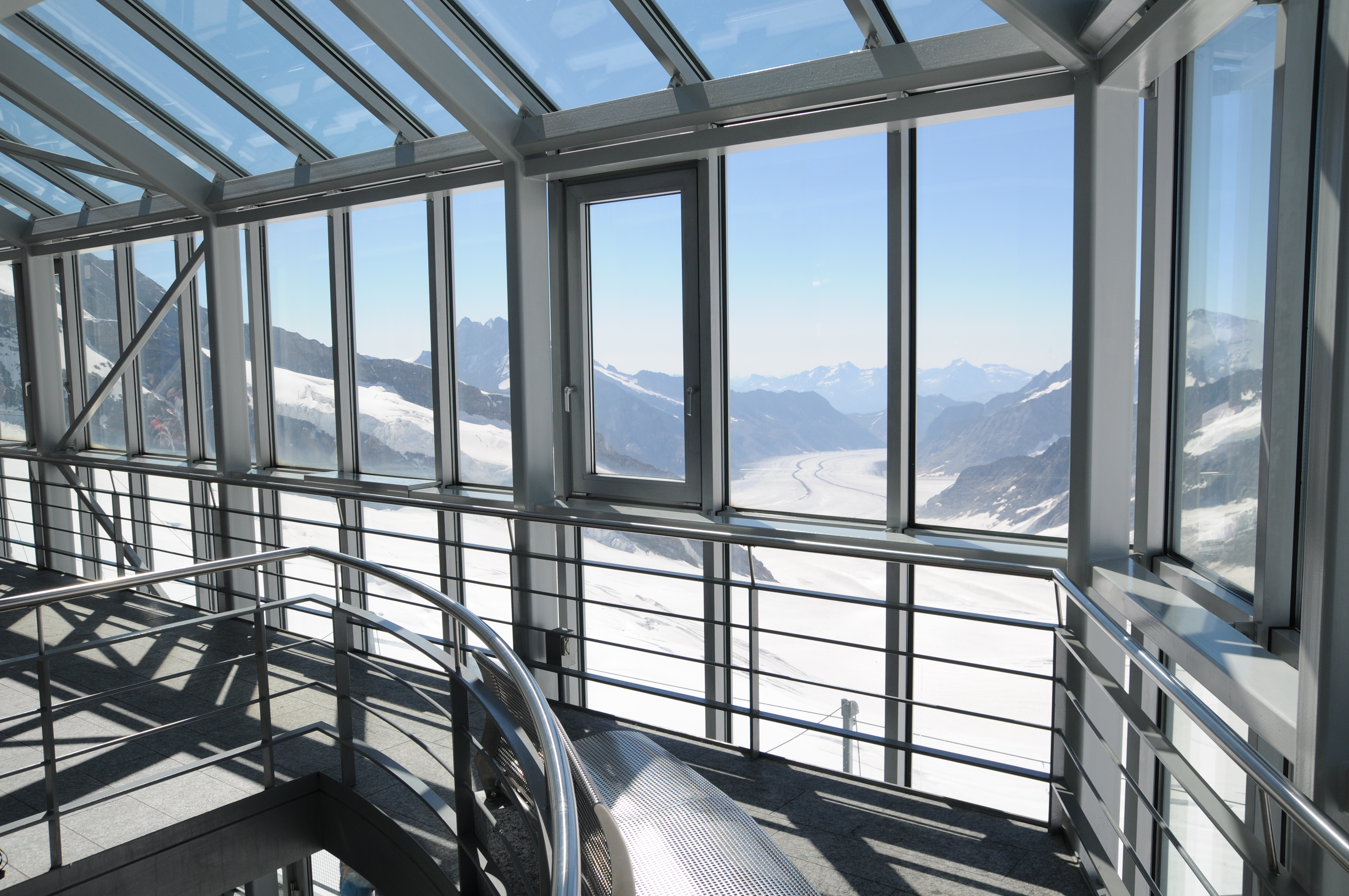
Una delle terrazze coperte da dove si può ammirare il panorama

Il progetto che prevedeva la realizzazione di una struttura destinata alla ricerca astronomica e meteorologica nacque nel 1912, dopo il completamento della ferrovia della Jungfrau.
Nel corso degli anni venti un primo gruppo di ricercatori si insediò nella zona circostante alla stazione di testa alloggiando in ambienti scavati nel ghiaccio e nella roccia che si rivelarono dei veri e propri laboratori naturali per lo studio dei ghiacci.
Malgrado un rallentamento dei lavori, l’osservatorio fu completato nel 1937 e lo Sphinx divenne presto luogo ambito da molti scienziati europei.
Nel 1967, in occasione del trentesimo anniversario dell'osservatorio, un gruppo di astronomi belgi e svizzeri installarono un telescopio con una lente di ben 76 centimetri di diametro di ragguardevole potenza. 
Con lo trascorrere degli anni la struttura accrebbe il suo prestigio divenendo luogo d’eccellenza per le sue dotazioni sempre più sofisticate e per essere sede di svariati studi in materia di glaciologia, fisica, astronomia e medicina, attraendo ricercatori da tutto il mondo. Nell'osservatorio sono studiati in particolare i raggi cosmici e i neutrini.
Ad aggiungersi agli ambienti dedicati ai laboratori e all’osservatorio vi furono delle ampie sale con vetrate per ammirare il panorama sulle circostanti Alpi svizzere perennemente innevate, meta di numerosi turisti ed escursionisti.

## Caratteristiche
Edificato su uno sperone di roccia a 3.571 metri s.l.m., a poca distanza dalla vetta dello Jungfraujoch, l’edificio è composto da una struttura in muratura e pietra locale di due piani con delle terrazze circostanti e un’annessa cupola per l’osservazione astronomica. Lo ‘’Sphinx’’ è raggiungibile soltanto attraverso un percorso costituito da tunnel scavati nel ghiaccio e da un sistema di ascensori scavato nella roccia che parte dalla sottostante stazione ferroviaria di Jungfraujoch. 
Oltre ad ospitare l’osservatorio astronomico e svariati laboratori di ricerca nel campo della fisica, della medicina e della glaciologia, la struttura è dotata anche di una completa stazione meteorologica, di tutti i servizi primari come acqua, corrente elettrica, telefono, connessione internet e di ambienti destinati al turismo, come le terrazze panoramiche dalle cui vetrate si può ammirare il vasto panorama sulle Alpi circostanti.